# Relhania corymbosa
Relhania corymbosa là một loài thực vật có hoa trong họ Cúc. Loài này được (Bolus) K.Bremer miêu tả khoa học đầu tiên năm 1976.